# Luis Mc Grady
Luis Mc Grady est un des personnages centraux de la saison 3 de Prison Break joué par l'acteur équatorien Carlo Albán. Il est « utile » pour Scofield car il l'aide à trouver des matériaux pour aider le plan d'évasion de Sona.

## Histoire
Au début Scofield ne veut pas que Luis s'embarque dans de telles affaires, donc il raconte l'histoire de sa cavale pour échapper a la police. Mais après réflexion, Scofield décide tout de même de l'emmener. Apres l'évasion de la prison, les évadés s'enfuient vers la mer où Sucre devait les récupérer en bateau, mais c'est le père de ce jeune garçon, Luis, qui les récupère. Luis et son père font leurs adieux à Scofield et Burrows, et repartent retrouver leur famille.